# Hermann Fillitz
Hermann Fillitz (* 20. April 1924 in Wien; † 14. Juni 2022 ebenda) war ein österreichischer Kunsthistoriker.

## Leben
Hermann Fillitz maturierte 1942 am Gymnasium Kundmanngasse. Er war von 1958 bis 1964 Leiter der Kunstkammer des Wiener Kunsthistorischen Museums, von 1965 bis 1967 Leiter des Österreichischen Kulturinstituts in Rom, von 1967 bis 1974 Professor für Kunstgeschichte an der Universität Basel sowie in der Nachfolge Otto Pächts von 1974 bis 1994 Professor für Kunstgeschichte an der Universität Wien. Von 1982 bis 1990 war er Generaldirektor und Leiter der Gemäldegalerie des Kunsthistorischen Museums, an dem er eine Instandsetzung und Modernisierung auf den Weg brachte.
Fillitz war Berater von Kunstförderern, wie des Ehepaars Abegg mit der Abegg-Stiftung und des Ehepaars Peter und Irene Ludwig, und damit Wegbereiter des Museums für Moderne Kunst Stiftung Ludwig Wien (anfangs im Palais Liechtenstein, später im Museumsquartier).
Fillitz war wirkliches Mitglied der philosophisch-historischen Klasse der Österreichischen Akademie der Wissenschaften und auswärtiges Mitglied der Polnischen Akademie der Gelehrsamkeit in Krakau. 2003 erhielt er das Österreichische Ehrenzeichen für Wissenschaft und Kunst. Er wurde am Wiener Zentralfriedhof bestattet.

## Schriften (Auswahl)
- Form- und stilgeschichtliche Untersuchung der deutschen Kaiserkrone. Dissertation, Wien 1947.
- Die Spätphase des langobardischen Stiles. Habilitationsschrift, Wien 1959.
- Kunst aus Österreich – Romanische Zeit. Art Treasures in Austria – The Romanesque Period, L’Art en Autriche – l’Epoque Romane. Actien-Gesellschaft der Vöslauer Kammgarn-Fabrik, Bad Vöslau 1961.
- Kunst aus Österreich – um 1400. Art Treasures in Austria – around 1400, L’Art en Autriche – vers 1499. Actien-Gesellschaft der Vöslauer Kammgarn-Fabrik, Bad Vöslau 1962.
- Kunst aus Österreich – Renaissance. Art Treasures in Austria – The Renaissance, L’Art en Autriche – la Renaissance. Actien-Gesellschaft der Vöslauer Kammgarn-Fabrik, Bad Vöslau 1963.
- Kunst aus Österreich – die Landschaft. Art Treasures in Austria – The Landscape, L’Art en Autriche – le Paysage. Actien-Gesellschaft der Vöslauer Kammgarn-Fabrik, Bad Vöslau 1964.
- Kunst aus Österreich – Barock. Art Treasures in Austria – The Baroque, L’Art en Autriche – le Baroque. Actien-Gesellschaft der Vöslauer Kammgarn-Fabrik, Bad Vöslau 1965.
- Katalog der Weltlichen und Geistlichen Schatzkammer. Führer durch das KHM, Wien 1954, 1971, auch englisch und französisch.
- Die österreichische Kaiserkrone und die Insignien des Kaisertums Österreich. Wien 1959/1973.
- Die weltliche Schatzkammer in Wien. Wandel und Gestalt einer fürstlichen Kunstsammlung. Ein Brevier, Braunschweig 1959.
- Die Wiener Schatzkammer. Wien 1964.
- mit E. Neumann, E. Schuselka: Sammlung für Plastik und Kunstgewerbe des Kunsthistorischen Museums. I. Ägyptische Sammlung. (Katalog) Kunsthistorisches Museum, Wien 1964.
- mit E. Neumann, E. Schuselka und E. Mahl: Sammlung für Plastik und Kunstgewerbe des Kunsthistorischen Museums. II. Antikensammlung. (Katalog) Kunsthistorisches Museum, Wien 1966.
- Zwei Elfenbeinplatten aus Süditalien. Monographien der Abegg-Stiftung Bern, Bern 1967.
- Das Mittelalter. Berlin 1969.
- Schatzkammer des deutschen Ordens. Katalog. Deutscher Orden, Wien 1971.
- mit Karl Schwarzenberg, Erich Bachmann, Jiri Masin: Romanik in Böhmen. Geschichte, Architektur, Malerei, Plastik und Kunstgewerbe. Prestel, München 1977.
- mit Percy Ernst Schramm in Zusammenarbeit mit Florentine Mütherich: Denkmale der deutschen Könige und Kaiser. Band 2: Ein Beitrag zur Herrschergeschichte von Rudolf I. bis Maximilian I. 1273–1519. München 1979.
- Die Schatzkammer in Wien. Symbole abendländischen Kaisertums. Salzburg 1986.
- mit Martina Pippal: Schatzkunst: Die Goldschmiede- und Elfenbeinarbeiten aus österreichischen Schatzkammern des Hochmittelalters. Salzburg 1987.
- mit Martina Pippal: Der Schatz des Ordens vom Goldenen Vlies. Salzburg 1988.
- Die Gruppe der Magdeburger Elfenbeintafeln. Eine Stiftung Kaiser Ottos des Großen für den Magdeburger Dom. Mainz 2001.